# مقاطعة هنري (فيرجينيا)
 مقاطعة هنري  (بالإنجليزية:  Henry County)‏ هي إحدى المقاطعات في ولاية فيرجينيا في الولايات المتحدة الأمريكية.

## أعلام
- آن سبنسر
- ديفيد باترسون داير